# Maladera straminea
Maladera straminea är en skalbaggsart som beskrevs av Moser 1915. Maladera straminea ingår i släktet Maladera och familjen Melolonthidae. Inga underarter finns listade i Catalogue of Life.